# Ор Атіка
Ор Атіка (фр. Aure Atika; нар. 12 липня 1970, Ештуріл, Португалія) — французька акторка, сценаристка та кінорежисерка.

## Біографія
Ор Атіка народилася 12 липня 1970 року в місті Ештуріл, Португалія, і виросла в Парижі. Вона донька кінооператора Мішеля Фурньє і акторки марокканського походження Оде Атіки Біттон. Коли Ор було всього 9 років, вона з'явилася в епізоді фільму Жанни Моро «Дівчина-підліток» (фр. L'Adolescente). Проте дівчина не замислювалася про кар'єру акторки: в дитинстві вона мріяла стати аукціоністом або журналісткою. Закінчивши школу, вона деякий час вивчала юриспруденцію, потім навчалася в університеті історії мистецтв «Еколь дю Лувр» і перепробувала масу різних занять.
У 1992 році Ор отримала невелику роль у фільмі Віржині Тевне «Сему досить» («Same Suffit»), після того, як випадково була помічена агентом з підбору акторів й була запрошена на кастинг. Продовжуючи ходити на кастинги, Ор записалася на акторські курси Бланш Салан, а також почала відвідувати заняття в акторській школі «Курси Флоран».
У 1997 році Ор Атіка здобула популярність завдяки ролі Каріни в комедії Тома Жило «Рецепт від бідності». Комедія про патологічного брехуна мала чималий успіх, і в 2001 році відбулася прем'єра сиквела — «Це правда, якщо я брешу». Також у 1997 році Атіка виконала головну роль у фільмі Еріка Рошана «Хай живе республіка!», а в 1998 знялася в комедії «Красуні» Аріеля Зейтуна.
У 2000 році Атіка, яка до цього грала переважно комедійні ролі, змогла розкрити нові грані свого таланту в драмі «Помилка Вольтера» — дебютному фільмі Абделатіфа Кешиша. Потім вона виконала низку яскравих ролей в авторських фільмах, таких, як «І моє серце завмерло» Жака Одіара (2005) та «Заповіт» (2004) Хассана Легзулі, зйомки якого проходили в Марокко — країні предків Ор Атіки.
У 2000-і роки акторка була затребувана і в комерційному кіно. Вона взяла участь в екшн-трилері «Інкасатор» (2004), романтичній комедії «Який ти прекрасний!» (2006), дія якої розгортається в одній з єврейських громад Парижа, а також зіграла роль арабської принцеси Аль-Тарук в пародійному шпигунському бойовику «Агент 117: Каїр — шпигунське гніздо» (2006). У 2007 році Ор Атіка знялося в комедії Марка Фетуссі «Життя артиста» разом з Сандрін Кіберлен і Дені Подалідесом, у 2008-му зіграла головну роль у стрічці Катрін Кастель «48 годин на добу».
У 2003 году Ор Атіка дебютуваля як режисерка, знавши іронічну короткометражку під назвою «Для чого треба голосувати за екологію», яка завоювала премію Міжнародного кінофестивалю жінок-режисерів у Кретеї, а в 2007-му — стрічку «Про кохання».
Серед робіт Ор Атіки 2000-х років — ролі в драмі «Версаль» (2008), в якій також взяв участь Гійом Депардьє, і в мелодрамі «Мадемуазель Шамбон» (2009), за роль Анни-Марії в якому, акторка була номінована на французьку національну кінопремію «Сезар» у категорії «Найкраща акторка другого плану».
У 2010 році Ор Атіка знялася в соціальній комедії Марка Фетуссі «Копакабана», де її партнерками по знімальному майданчику були Ізабель Юппер і Лоліта Шамма.

## Особисте життя
Ауре Атика підтримує романтичні стосунки з музикантом і ді-джеєм Філіппом Здаром. У 2002 році у пари народилася донька Анжеліка.

## Фільмографія

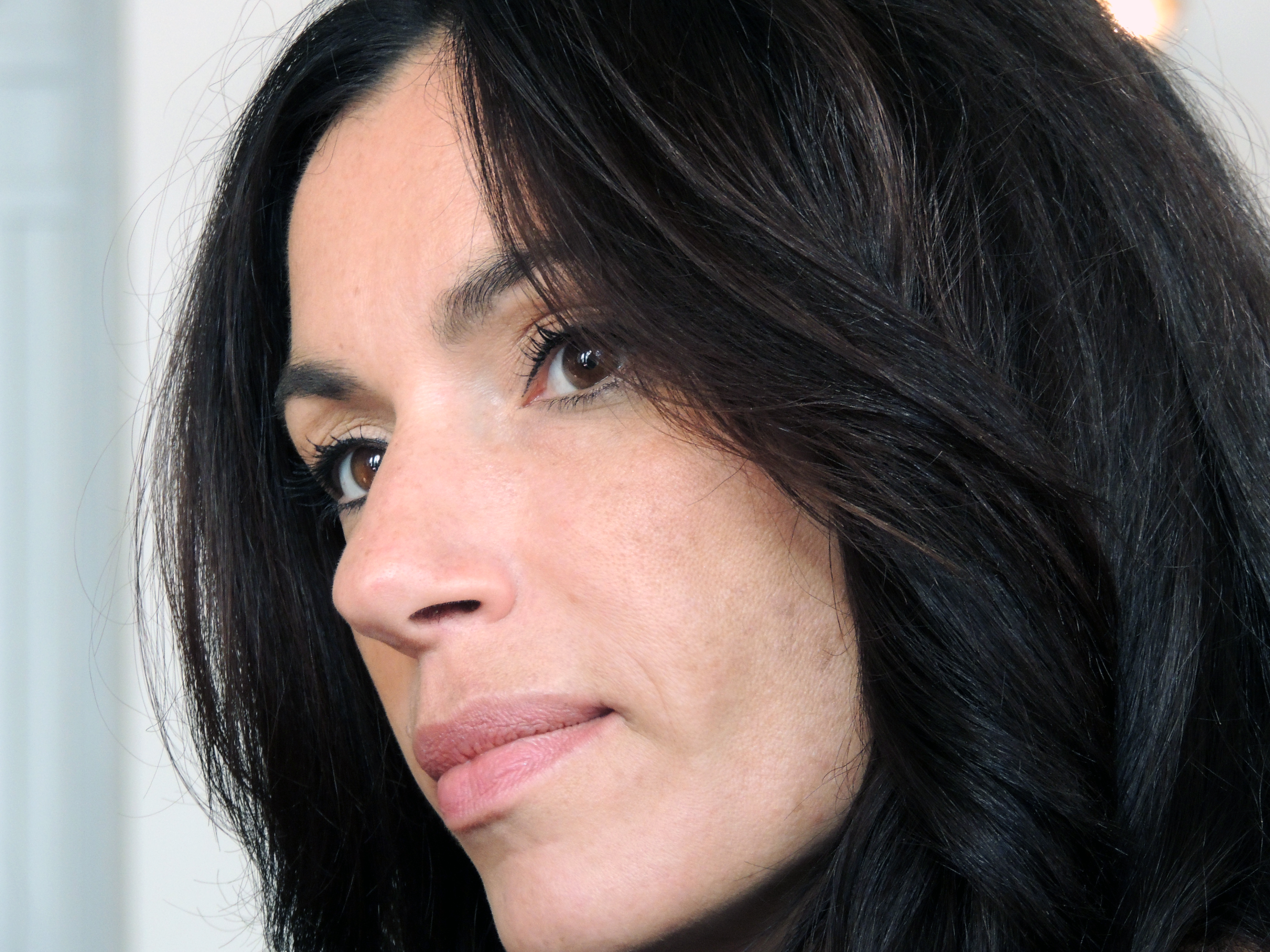
Ор Атіка, 2013

| Рік       |    | Українська назва                    | Оригінальна назва                | Роль                      |
| --------- | -- | ----------------------------------- | -------------------------------- | ------------------------- |
| 1991      | ф  | Сему досить                         | Sam suffit                       | Єва                       |
| 1993      | с  | Аліс Невер                          | Le Juge est une femme            | Селін                     |
| 1996      | кф | Людина автомобільна                 | Homo automobilis                 |                           |
| 1997      | ф  | Це правда, якщо я брешу!            | La vérité si je mens!            | Карін                     |
| 1997      | ф  | Секрет Полішинеля                   | Le secret de Polichinelle        | Ор                        |
| 1997      | ф  | Хай живе республіка!                | Vive la république               | Сабіна                    |
| 1997      | кф | Синець                              | Ecchymose                        |                           |
| 1997      | кф | Просто зроби це                     | Just Do It                       |                           |
| 1998      | ф  | Рейв-паті (партія страйкарів)       | (G)rève party                    | Жулі                      |
| 1998      | ф  | Красуні                             | Bimboland                        | Алекс Баретто             |
| 1999      | ф  | Незначний вплив                     | Trafic d'influence               | Сандрін Атан              |
| 1999      | ф  | Життя принца                        | Une vie de prince                | Жозі                      |
| 1999      | тф | Перший сніг                         | Premières neiges                 | Жульєтт                   |
| 2000      | ф  | У придорожньому повітрі             | Sur un air d'autoroute           | Перінн                    |
| 2000      | ф  | З вини Вольтера                     | La faute à Voltaire              | Нассера                   |
| 2000      | ф  | Це правда, якщо я брешу 2           | La Vérité si je mens! 2          | Карін                     |
| 2003      | ф  | Містер В.                           | Mister V.                        | Сесіль                    |
| 2004      | ф  | Поворот наліво у кінці світу        | Sof Ha'Olam Smola                | Сімон Толедано            |
| 2004      | ф  | Інкасатор                           | Le convoyeur                     | Ізабель                   |
| 2004      | ф  | Клан                                | Le clan                          | Емілі                     |
| 2004      | ф  | Тенья                               | Ten'ja                           | Нора                      |
| 2004      | ф  | Четверті ворота пустелі             | Le quattro porte del deserto     | Дассін                    |
| 2005      | ф  | І моє серце завмерло                | De battre mon coeur s'est arrêté | Аліна                     |
| 2005      | кф | Цукерка з перцем                    | Bonbon au poivre                 | Мелані                    |
| 2006      | ф  | Агент 117: Каїр — шпигунське гніздо | OSS 117: Le Caire, nid d'espions | принцеса Аль Тарук        |
| 2006      | ф  | Який ти прекрасний!                 | Comme t'y es belle!              | Леа                       |
| 2006      | с  | Цунамі                              | Tsunami: The Aftermath           | Симона                    |
| 2007      | ф  | Поганий вітер                       | Vent mauvais                     | Фредеріка                 |
| 2007      | ф  | Творче життя                        | La vie d'artiste                 | відповідальна за бегемота |
| 2007      | мф | Страх[и] темряви                    | Peur(s) du noir                  | Лаура, озвучення          |
| 2007      | ф  | 48 годин на добу                    | 48 heures par jour               | Марінна                   |
| 2008      | ф  | Версаль                             | Versailles                       | Надін                     |
| 2008      | ф  | Перехресний вогонь                  | Les insoumis                     | Марінна                   |
| 2009      | ф  | Липкі пальці                        | Les doigts croches               | Мадлен                    |
| 2009      | ф  | Мадемуазель Шамбон                  | Mademoiselle Chambon             | Анна-Марі                 |
| 2010      | ф  | Копакабана                          | Copacabana                       | Ліді                      |
| 2011      | тф | Після мене                          | Après moi                        | Жанна                     |
| 2011      | ф  | Канікули на морі                    | Le Skylab                        | тітка Лінетт              |
| 2011      | ф  | IX як Ісус Христос                  | JC comme Jésus Christ            | Ор Атіка                  |
| 2012—2016 | с  | Сірі кардинали                      | Les hommes de l'ombre            | Габрієль Такіш'єфф        |
| 2012      | ф  | Це правда, якщо я брешу 3           | La vérité si je mens! 3          | Карін                     |
| 2012      | ф  | Інше життя жінки                    | La vie d'une autre               | Жанна                     |
| 2012      | с  | Нескінченний світ                   | World Without End                | королева Ізабелла         |
| 2013      | ф  | Несма                               | Nesma                            | Клер Сліман               |
| 2014      | тф | Усе дозволено                       | Tout est permis                  | провідниця                |
| 2014      | ф  | Канікули в Провансі                 | Avis de mistral                  | Магалі                    |
| 2014      | ф  | 2 часи, 3 рухи                      | 2 temps, 3 mouvements            | Adle                      |
| 2014      | ф  | Тато не грав в Роллінг Стоунз       | Papa Was Not a Rolling Stone     | Мішлен                    |
| 2015      | с  | Капітан Марло                       | Capitaine Marleau                | Жудіт Гарін               |
| 2015      | ф  | Усе, що треба для щастя             | Tout pour être heureux           | Жудіт                     |
| 2016      | с  | Нічний адміністратор                | The Night Manager                | Саміра «Софі» Алекан      |
| 2017      | ф  | Коли повернуться птахи              | En attendant les hirondelles     | Раша, хазяйка Мурада      |
| 2017      | ф  | Один в іншому                       | L'un dans l'autre                | Еме                       |

## Визнання
у 2015 році Ор Атіка була нагороджена французьким Орденом Мистецтв та літератури (кавалер).
| Нагороди та номінації Ор Атіки                     | Нагороди та номінації Ор Атіки                | Нагороди та номінації Ор Атіки        | Нагороди та номінації Ор Атіки |
| Рік                                                | Категорія                                     | Фільм                                 | Результат                      |
| -------------------------------------------------- | --------------------------------------------- | ------------------------------------- | ------------------------------ |
| Міжнародний кінофестиваль жінок-режисерів у Кретеї |                                               |                                       |                                |
| 2004                                               | Найкращий франкомовний короткометражний фільм | Для чого треба голосувати за екологію | Перемога                       |
| Премія «Сезар»                                     |                                               |                                       |                                |
| 2010                                               | Найкраща акторка другого плану                | Мадемуазель Шамбон                    | Номінація                      |